# Morti nel 1861
| Questa pagina contiene informazioni ricavate automaticamente dalle voci biografiche con l'ausilio del template Bio e di un bot. L'aggiornamento è periodico e automatico e ricostruisce completamente la pagina. Se manca una persona in questa lista, sei pregato di non aggiungerla, ma accertati piuttosto che la sua voce biografica contenga il template Bio e che i dati anagrafici siano correttamente compilati. Se il template Bio manca, inseriscilo tu stesso o, in alternativa, metti l'avviso {{tmp\|Bio}} che ne segnala la mancanza. Se i dati riportati sono sbagliati, correggi direttamente la voce biografica; le modifiche saranno visibili in questa lista entro pochi giorni. Per chiarimenti vedi il progetto biografie. La lista contiene solo le 291 persone che sono citate nell'enciclopedia e per le quali è stato implementato correttamente il template Bio. Pagina aggiornata al 10 giu 2025. |

## Gennaio(31)
- 1º gennaio - Francesco Franco, presbitero, docente e poeta italiano (n. 1795)
- 2 gennaio - Federico Guglielmo IV di Prussia, re (n. 1795)
- 2 gennaio - Ferdinando di Borbone-Spagna, nobile spagnolo (n. 1824)
- 3 gennaio - Arnold Adolph Berthold, scienziato tedesco (n. 1803)
- 5 gennaio - Giuseppe Vallardi, editore e tipografo italiano (n. 1784)
- 6 gennaio - Charles Bataillard, militare italiano (n. 1783)
- 8 gennaio - Giovanni Gherardini, librettista italiano (n. 1778)
- 10 gennaio - Leopold von Gerlach, generale prussiano (n. 1790)
- 12 gennaio - Václav Hanka, filologo ceco (n. 1791)
- 13 gennaio - Carlo Luigi di Borbone-Spagna, nobile spagnolo (n. 1818)
- 14 gennaio - Maria Carolina di Borbone-Due Sicilie, principessa italiana (n. 1820)
- 15 gennaio - Henry Heusken, diplomatico olandese (n. 1832)
- 15 gennaio - Luigi Sacchi, fotografo italiano (n. 1805)
- 16 gennaio - Giuseppe Archinto, VI marchese di Parona, nobile e politico italiano (n. 1783)
- 16 gennaio - Marie-Thérèse Figueur, militare francese (n. 1774)
- 17 gennaio - Lola Montez, danzatrice, attrice teatrale e avventuriera irlandese (n. 1821)
- 17 gennaio - Malla Silfverstolpe, scrittrice svedese (n. 1782)
- 19 gennaio - Albert Niemann, chimico e farmacista tedesco (n. 1834)
- 20 gennaio - Luigi Minichini, patriota e presbitero italiano (n. 1783)
- 21 gennaio - Ernst Friedrich August Rietschel, scultore tedesco (n. 1804)
- 22 gennaio - Giovanni Bonollo, politico italiano (n. 1812)
- 22 gennaio - Anton Friedrich Ludwig Pelt, teologo tedesco (n. 1799)
- 22 gennaio - Edoardo Savio, militare italiano (n. 1837)
- 22 gennaio - Friedrich Tiedemann, anatomista e fisiologo tedesco (n. 1781)
- 22 gennaio - Giovanni Battista Velluti, cantante castrato italiano (n. 1780)
- 25 gennaio - Charles Philipon, disegnatore e giornalista francese (n. 1800)
- 26 gennaio - Jean-François Barthès, gesuita francese (n. 1790)
- 27 gennaio - Marc Caussidière, rivoluzionario francese (n. 1808)
- 28 gennaio - Henri Murger, poeta e scrittore francese (n. 1822)
- 30 gennaio - Louis-Antoine de Salinis, arcivescovo cattolico francese (n. 1798)
- 31 gennaio - Cirillo IV di Alessandria, vescovo cristiano orientale egiziano (n. 1816)

## Febbraio(28)
- 1º febbraio - Elisha Harris, politico statunitense (n. 1791)
- 1º febbraio - Carlotta Marchionni, attrice teatrale italiana (n. 1796)
- 2 febbraio - Francesco Landi, generale italiano (n. 1792)
- 2 febbraio - Théophane Vénard, presbitero e missionario francese (n. 1829)
- 3 febbraio - Ferdinand Deppe, botanico, esploratore e entomologo tedesco (n. 1794)
- 3 febbraio - Guillaume Isidore, funzionario e politico francese (n. 1787)
- 5 febbraio - Pierre Joseph François Bosquet, generale francese (n. 1810)
- 5 febbraio - Paolo di Sangro, militare italiano (n. 1820)
- 5 febbraio - Francesco Gaetano Traversa, generale italiano (n. 1787)
- 6 febbraio - Charles-Jean Avisseau, ceramista francese (n. 1795)
- 8 febbraio - Pierre-Bienvenu Noailles, presbitero francese (n. 1793)
- 9 febbraio - Francis Danby, pittore irlandese (n. 1793)
- 10 febbraio - Gabriele della Genga Sermattei, cardinale e arcivescovo cattolico italiano (n. 1801)
- 16 febbraio - Samuel Lovett Waldo, pittore statunitense (n. 1783)
- 16 febbraio - Ernesto Casimiro II di Ysenburg e Büdingen, principe tedesco (n. 1806)
- 19 febbraio - Eugène Guinot, scrittore, drammaturgo e opinionista francese
- 20 febbraio - Gustavo Modena, attore teatrale e patriota italiano (n. 1803)
- 20 febbraio - Eugène Scribe, scrittore, drammaturgo e librettista francese (n. 1791)
- 20 febbraio - Cornelius Van Wyck Lawrence, politico statunitense (n. 1791)
- 21 febbraio - Giovanni Brunelli, cardinale e arcivescovo cattolico italiano (n. 1795)
- 21 febbraio - Lars Levi Læstadius, pastore protestante, scrittore e botanico svedese (n. 1800)
- 22 febbraio - George Sutherland-Leveson-Gower, II duca di Sutherland, nobile e politico inglese (n. 1786)
- 22 febbraio - Giacomo Tazzini, architetto e ingegnere italiano (n. 1785)
- 25 febbraio - Agostino Chiodo, generale e politico italiano (n. 1791)
- 26 febbraio - Francis Adams, medico e traduttore scozzese (n. 1796)
- 26 febbraio - Jacob Best, imprenditore tedesco (n. 1786)
- 26 febbraio - Wojciech Chrzanowski, generale e cartografo polacco (n. 1793)
- 27 febbraio - Prospero Luigi d'Arenberg, militare belga (n. 1785)

## Marzo(23)
- 2 marzo - Francesco Ferragni, avvocato, scrittore e patriota italiano (n. 1802)
- 3 marzo - Pierre Claude Louis Robert Tascher de La Pagerie, generale e politico francese (n. 1787)
- 3 marzo - Charles Emmanuel Sigismond de Montmorency-Luxembourg, nobile, militare e diplomatico francese (n. 1774)
- 4 marzo - Ippolito Nievo, scrittore, patriota e militare italiano (n. 1831)
- 8 marzo - Heinrich Rudolf Schinz, medico e naturalista svizzero (n. 1777)
- 10 marzo - Giuseppe Frezzolini, basso italiano (n. 1789)
- 10 marzo - Taras Hryhorovyč Ševčenko, poeta, scrittore e patriota ucraino (n. 1814)
- 12 marzo - Giuseppe Olivi, politico italiano (n. 1788)
- 14 marzo - Giacomo Grecis, militare italiano (n. 1840)
- 14 marzo - Louis Niedermeyer, compositore e insegnante svizzero (n. 1802)
- 16 marzo - Vittoria di Sassonia-Coburgo-Saalfeld, nobildonna (n. 1786)
- 19 marzo - Giovanni Brighenti, pittore italiano (n. 1782)
- 21 marzo - Clément Bonnand, missionario e vescovo cattolico francese (n. 1796)
- 21 marzo - Giuseppe di Salm-Reifferscheid-Dyck, principe, botanico e scrittore tedesco (n. 1773)
- 21 marzo - Vincenzo Salvagnoli, giurista e politico italiano (n. 1802)
- 21 marzo - Ana María de Huarte y Muñiz, sovrana messicana (n. 1786)
- 23 marzo - Vittorio Garretti di Ferrere, generale italiano (n. 1796)
- 27 marzo - Antonio Mazzarosa, politico italiano (n. 1780)
- 28 marzo - Pompeo Gabrielli, militare e politico italiano (n. 1780)
- 30 marzo - Louis Cordier, geologo e mineralogista francese (n. 1777)
- 30 marzo - Felice Regano, arcivescovo cattolico italiano (n. 1786)
- 31 marzo - Giuseppe De Leva Gravina, presbitero, politico e patriota italiano (n. 1786)
- 31 marzo - August von Stockhausen, generale e politico prussiano (n. 1793)

## Aprile(19)
- 1º aprile - Charlotte Campbell, romanziera inglese (n. 1775)
- 2 aprile - Peter Georg Bang, politico e giurista danese (n. 1797)
- 4 aprile - Franz Anton von Kolowrat-Liebsteinsky, politico e militare austriaco (n. 1778)
- 4 aprile - John McLean, politico statunitense (n. 1785)
- 5 aprile - Ferdinand Joachimsthal, matematico tedesco (n. 1818)
- 6 aprile - Antonio Alessandrini, medico e veterinario italiano (n. 1786)
- 8 aprile - Elisha Otis, inventore e imprenditore statunitense (n. 1811)
- 10 aprile - Édouard Ménétries, entomologo e naturalista francese (n. 1802)
- 10 aprile - George Tucker, politico e storico statunitense (n. 1775)
- 10 aprile - Louis Vicat, ingegnere francese (n. 1786)
- 11 aprile - György Majláth, nobile e politico ungherese (n. 1786)
- 12 aprile - Emmanuel Bailly, religioso e giornalista francese (n. 1794)
- 14 aprile - Gabriel Antonio Pereira, politico uruguaiano (n. 1794)
- 14 aprile - Utagawa Kuniyoshi, pittore e disegnatore giapponese (n. 1798)
- 18 aprile - August Neithardt, compositore tedesco (n. 1793)
- 19 aprile - Charles Pasley, generale e ingegnere militare britannico (n. 1780)
- 23 aprile - Aleksej Petrovič Ermolov, generale russo (n. 1777)
- 26 aprile - Jakob Philipp Fallmerayer, viaggiatore, giornalista e politico austro-ungarico (n. 1790)
- 26 aprile - Leopold von Waldburg-Wurzach, principe e politico tedesco (n. 1795)

## Maggio(11)
- 6 maggio - Francesco Maggioncalda, politico italiano (n. 1791)
- 7 maggio - László Teleki, politico e scrittore ungherese (n. 1811)
- 14 maggio - Francis Russell, VII duca di Bedford, politico britannico (n. 1788)
- 16 maggio - John Stevens Henslow, botanico inglese (n. 1796)
- 18 maggio - Friedrich August von Ammon, oculista e chirurgo tedesco (n. 1799)
- 18 maggio - Michail Dmitrievič Gorčakov, generale russo (n. 1793)
- 21 maggio - Eugène de Mazenod, vescovo cattolico francese (n. 1782)
- 22 maggio - Giuseppe Macherione, poeta e patriota italiano (n. 1840)
- 23 maggio - Francesco Carnisi, organaro italiano (n. 1803)
- 24 maggio - Elmer Ellsworth, militare statunitense (n. 1837)
- 27 maggio - Georg Joseph Sidler, politico svizzero (n. 1782)

## Giugno(24)
- 1º giugno - Pietro Thouar, scrittore italiano (n. 1809)
- 2 giugno - Antoni Iliński, politico e militare polacco (n. 1814)
- 2 giugno - Saladino Saladini Pilastri, politico italiano (n. 1800)
- 3 giugno - Giovanni Francesco Avesani, avvocato, patriota e politico italiano (n. 1790)
- 3 giugno - Stephen A. Douglas, politico statunitense (n. 1813)
- 3 giugno - Melchor Ocampo, politico, giurista e scienziato messicano (n. 1814)
- 4 giugno - Agostino Nardella, brigante italiano (n. 1815)
- 5 giugno - Georg Wilhelm Franz Wenderoth, botanico e farmacista tedesco (n. 1774)
- 6 giugno - Camillo Benso, conte di Cavour, politico, patriota e imprenditore italiano (n. 1810)
- 6 giugno - Giuseppe Concone, compositore italiano (n. 1801)
- 11 giugno - Guglielmo Stefani, giornalista e scrittore italiano (n. 1819)
- 13 giugno - Henry Gray, anatomista e chirurgo inglese (n. 1825)
- 13 giugno - Richard Lawrence, criminale statunitense
- 13 giugno - Francesco di Paola Villadicani, cardinale e arcivescovo cattolico italiano (n. 1780)
- 14 giugno - George Bishop, astronomo britannico (n. 1785)
- 15 giugno - Agostino Fapanni, agronomo e storico italiano (n. 1778)
- 16 giugno - Alamanno Biagi, direttore d'orchestra italiano (n. 1806)
- 19 giugno - Louis-Eugène Favre, avvocato, giudice e politico svizzero (n. 1816)
- 19 giugno - Samuel Leigh Sotheby, bibliografo britannico (n. 1805)
- 21 giugno - Frederick Thomas Pelham, ammiraglio britannico (n. 1808)
- 21 giugno - Ludwig Preller, filologo classico e storico tedesco (n. 1809)
- 25 giugno - Abdülmecid I, sultano ottomano (n. 1823)
- 26 giugno - Pavel Jozef Šafárik, scrittore, etnografo e slavista slovacco (n. 1795)
- 29 giugno - Elizabeth Barrett Browning, poetessa inglese (n. 1806)

## Luglio(18)
- 2 luglio - Petrus Augustus de Génestet, poeta e teologo olandese (n. 1829)
- 4 luglio - Francisco del Rosario Sánchez, politico dominicano (n. 1817)
- 6 luglio - James Forbes, botanico britannico (n. 1773)
- 6 luglio - August Friedrich Gfrörer, storico tedesco (n. 1803)
- 13 luglio - Fanny Corri-Paltoni, soprano britannica (n. 1801)
- 14 luglio - Alfredo, X duca di Croÿ, duca (n. 1789)
- 15 luglio - Joanna Mary Boyce, pittrice inglese (n. 1831)
- 15 luglio - Adam Jerzy Czartoryski, nobile, politico e scrittore polacco (n. 1770)
- 15 luglio - Giacomo Sondaz, carabiniere italiano (n. 1833)
- 16 luglio - Lorenzo Costa, poeta italiano (n. 1798)
- 18 luglio - Johann Ludwig Choulant, medico tedesco (n. 1791)
- 19 luglio - Michele Tenore, botanico italiano (n. 1780)
- 21 luglio - George Nelson Cheney, scacchista e compositore di scacchi statunitense (n. 1837)
- 22 luglio - Barnard Elliott Bee, Jr., militare statunitense (n. 1824)
- 22 luglio - Antonio Louaraz d'Arville, politico e avvocato francese (n. 1791)
- 24 luglio - Paolo Carlo Turati, politico italiano (n. 1808)
- 25 luglio - Jonas Furrer, politico, avvocato e giurista svizzero (n. 1805)
- 29 luglio - Richard Temple-Nugent-Brydges-Chandos-Grenville, II duca di Buckingham e Chandos, politico britannico (n. 1797)

## Agosto(25)
- 1º agosto - Antonio Cabral Bejarano, pittore spagnolo (n. 1798)
- 2 agosto - Aaron Clark, politico statunitense (n. 1787)
- 2 agosto - Sidney Herbert, I barone di Lea, nobile inglese (n. 1810)
- 2 agosto - Gioacchino Ventura, predicatore, filosofo e teologo italiano (n. 1792)
- 3 agosto - Charles Théophile Bruand d'Uzelle, entomologo francese (n. 1808)
- 4 agosto - Angelo Visconti, pittore italiano (n. 1829)
- 9 agosto - Vincent Novello, editore e musicista britannico (n. 1781)
- 10 agosto - Nathaniel Lyon, generale statunitense (n. 1818)
- 10 agosto - Friedrich Julius Stahl, giurista tedesco (n. 1802)
- 11 agosto - Catherine Hayes, soprano irlandese (n. 1818)
- 12 agosto - Eliphalet Remington, imprenditore statunitense (n. 1793)
- 14 agosto - Francesco Maria Barzellotti, vescovo cattolico italiano (n. 1782)
- 15 agosto - Adolphe Dumas, poeta, scrittore e drammaturgo francese (n. 1805)
- 16 agosto - Ranavalona I, regina malgascia (n. 1778)
- 17 agosto - Giacomo Piccolomini, cardinale italiano (n. 1795)
- 19 agosto - Fazle Haq Khairabadi, giurista indiano (n. 1797)
- 19 agosto - Pietro I Moncada di Paternò, nobile e politico italiano (n. 1789)
- 19 agosto - Vincenzo Santucci, cardinale italiano (n. 1796)
- 21 agosto - Raffaele Rigotti, patriota italiano (n. 1839)
- 22 agosto - Xianfeng, imperatore cinese (n. 1831)
- 23 agosto - Teresa Borri, nobildonna italiana (n. 1799)
- 23 agosto - Ferdinando Troya, politico italiano (n. 1786)
- 24 agosto - Pierre Berthier, mineralogista e geologo francese (n. 1782)
- 28 agosto - Thomas Bateman, antiquario e archeologo britannico (n. 1821)
- 28 agosto - William Lyon Mackenzie, politico e giornalista canadese (n. 1795)

## Settembre(23)
- 3 settembre - Ernest Edgcumbe, III conte di Mount Edgcumbe, politico inglese (n. 1797)
- 5 settembre - Giuseppe Godeassi, arcivescovo cattolico italiano (n. 1788)
- 9 settembre - Pierre Bonhomme, presbitero francese (n. 1803)
- 9 settembre - Debsirindra, regina siamese (n. 1834)
- 9 settembre - Samuele Romanin, storico italiano (n. 1808)
- 10 settembre - Antonio Marini, pittore, incisore e restauratore italiano (n. 1788)
- 11 settembre - Zacharias Dase, matematico tedesco (n. 1824)
- 14 settembre - Hugh Fortescue, II conte di Fortescue, politico inglese (n. 1783)
- 14 settembre - Karl Ludwig Kannegiesser, poeta e traduttore tedesco (n. 1781)
- 14 settembre - Fortunato Santini, presbitero, compositore e collezionista d'arte italiano (n. 1778)
- 16 settembre - Theodor Willem Johannes Juynboll, teologo e filologo olandese (n. 1802)
- 20 settembre - Giovanni Battista Niccolini, drammaturgo italiano (n. 1782)
- 21 settembre - Cesare Lucatelli, patriota italiano (n. 1823)
- 22 settembre - Giuseppe Bardari, magistrato e scrittore italiano (n. 1817)
- 22 settembre - Rose Chéri, attrice teatrale francese (n. 1824)
- 23 settembre - Therese Brunsvik, nobile e filantropa ungherese (n. 1775)
- 23 settembre - Orazio Imberciadori, pittore e architetto italiano (n. 1788)
- 24 settembre - William Farren, attore teatrale inglese (n. 1786)
- 24 settembre - Angelo Ramazzotti, patriarca cattolico italiano (n. 1800)
- 24 settembre - Michael Joseph François Scheidweiler, botanico belga (n. 1799)
- 28 settembre - Alexandre-Denis Abel de Pujol, pittore francese (n. 1785)
- 29 settembre - Tekla Bądarzewska-Baranowska, compositrice polacca (n. 1834)
- 30 settembre - Ferdinando Mittiga, brigante italiano (n. 1826)

## Ottobre(12)
- 1º ottobre - Justyna Krzyżanowska, polacca (n. 1782)
- 4 ottobre - Archibald Montgomerie, XIII conte di Eglinton, nobile e politico scozzese (n. 1812)
- 5 ottobre - Luigi Lezzani, poeta e traduttore italiano (n. 1818)
- 7 ottobre - Olga Stanislavovna Potocka, nobildonna russa (n. 1802)
- 11 ottobre - Elizabeth Denison, britannica (n. 1769)
- 13 ottobre - Wilhelm Gayling von Altheim, generale tedesco (n. 1786)
- 14 ottobre - Telesforo Cattoni, patriota e avvocato italiano (n. 1841)
- 16 ottobre - Diego Mele, poeta, scrittore e presbitero italiano (n. 1797)
- 21 ottobre - Edward Dickinson Baker, politico, militare e avvocato statunitense (n. 1811)
- 21 ottobre - Claude Martine Wade, militare e diplomatico britannico (n. 1794)
- 25 ottobre - Friedrich Carl von Savigny, giurista, filosofo e politico tedesco (n. 1779)
- 27 ottobre - Eduard Caspar Jacob von Siebold, ginecologo tedesco (n. 1801)

## Novembre(28)
- 1º novembre - Girolamo Hermosilla, vescovo cattolico spagnolo (n. 1800)
- 1º novembre - Valentín Berrio Ochoa, vescovo cattolico e santo spagnolo (n. 1827)
- 4 novembre - Angelo Crotti di Costigliole, generale italiano (n. 1774)
- 4 novembre - Johann Paul Uhle, patologo e medico tedesco (n. 1827)
- 10 novembre - Isidore Geoffroy Saint-Hilaire, zoologo francese (n. 1805)
- 10 novembre - Henri Mouhot, naturalista e esploratore francese (n. 1826)
- 10 novembre - Icilio Pelizza, militare italiano (n. 1832)
- 11 novembre - Ercole Coccapani Imperiali, nobile e politico italiano (n. 1803)
- 11 novembre - Pietro V del Portogallo, re portoghese (n. 1837)
- 13 novembre - Arthur Hugh Clough, poeta inglese (n. 1819)
- 14 novembre - Étienne-Théodore Cuenot, vescovo cattolico francese (n. 1802)
- 15 novembre - Giacinto Battaglia, drammaturgo italiano (n. 1803)
- 16 novembre - Georg Freytag, filologo e arabista tedesco (n. 1788)
- 16 novembre - Luigi Provana di Collegno, politico italiano (n. 1786)
- 17 novembre - Giusto Recanati, cardinale e vescovo cattolico italiano (n. 1789)
- 18 novembre - Alessandro Riberi, medico e politico italiano (n. 1794)
- 18 novembre - Charlotte Stuart, pittrice inglese (n. 1817)
- 20 novembre - Louis Albert Necker, geografo e alpinista svizzero (n. 1786)
- 20 novembre - Pierre-Frédéric Sarrus, matematico francese (n. 1798)
- 21 novembre - Jean-Baptiste Henri Lacordaire, religioso, giornalista e politico francese (n. 1802)
- 21 novembre - Francesco Saverio del Carretto, militare e politico italiano (n. 1777)
- 23 novembre - Annibale Raffaele Montalcini, arcivescovo cattolico italiano (n. 1797)
- 23 novembre - Salvatore Viale, scrittore e poeta italiano (n. 1787)
- 25 novembre - Carlo Felice Scapini, politico italiano (n. 1791)
- 26 novembre - Wilhelm Hensel, pittore tedesco (n. 1794)
- 28 novembre - Manuel Antonio de Almeida, scrittore brasiliano (n. 1830)
- 29 novembre - Nikolaj Aleksandrovič Dobroljubov, giornalista e critico letterario russo (n. 1836)
- 30 novembre - Theodor Mundt, romanziere e critico letterario tedesco (n. 1808)

## Dicembre(17)
- 8 dicembre - José Borjes, generale spagnolo (n. 1813)
- 10 dicembre - Alexis-Basile-Alexandre Menjaud, arcivescovo cattolico francese (n. 1791)
- 11 dicembre - Giovanni Rajberti, poeta e chirurgo italiano (n. 1805)
- 14 dicembre - William Cunningham, teologo scozzese (n. 1805)
- 14 dicembre - Alberto di Sassonia-Coburgo-Gotha, principe (n. 1819)
- 15 dicembre - Gualtiero Sanelli, compositore e tenore italiano (n. 1816)
- 16 dicembre - Karol Lipiński, violinista e compositore polacco (n. 1790)
- 16 dicembre - Giuseppe Marioni, funzionario e politico italiano (n. 1787)
- 16 dicembre - Heinrich Marschner, compositore tedesco (n. 1795)
- 17 dicembre - Johann Andreas Wagner, paleontologo, zoologo e archeologo tedesco (n. 1797)
- 18 dicembre - Ernst Anschütz, compositore, insegnante e organista tedesco (n. 1780)
- 20 dicembre - Giuseppe Antonelli, tipografo e editore italiano (n. 1793)
- 20 dicembre - Karl Proske, musicologo tedesco (n. 1794)
- 20 dicembre - Vincenzo Pucitta, compositore italiano (n. 1778)
- 25 dicembre - Natale Abbadia, compositore italiano (n. 1782)
- 28 dicembre - Antonio Stefano Martini, generale, ammiraglio e diplomatico austriaco (n. 1792)
- 29 dicembre - Alexandre Boucher, violinista francese (n. 1778)

## Senza giorno specificato(32)
- François-Amilcar Aran, medico francese (n. 1817)
- Felice Argenti, patriota italiano (n. 1802)
- Thomas Witlam Atkinson, architetto e pittore inglese (n. 1799)
- Sultan Mohammad Khan, sovrano afghano (n. 1795)
- Antonio Berini, incisore italiano (n. 1770)
- Robert O'Hara Burke, esploratore irlandese (n. 1820)
- John Campbell, I barone Campbell, politico britannico (n. 1779)
- Samuel Clegg, ingegnere britannico (n. 1781)
- Francesco Crociani, collezionista d'arte e religioso italiano (n. 1781)
- Ema Saikō, poetessa e pittrice giapponese (n. 1787)
- Carl Johan Fahlcrantz, pittore svedese (n. 1774)
- Spiridione Gopcevich, armatore austriaco (n. 1815)
- Gülistu Kadin, principessa abcasa (n. 1830)
- Stepan Semënovič Kutorga, zoologo e paleontologo russo (n. 1806)
- Firmin Laferrière, giurista francese (n. 1798)
- Carlo Manca, politico italiano (n. 1806)
- Shimun XVII Abraham, vescovo cristiano orientale siro (n. 1801)
- Vincenzo Mastronardi, brigante italiano (n. 1834)
- Karl Theodor Menke, naturalista tedesco (n. 1791)
- Paul Johannes Merkel, giurista tedesco (n. 1819)
- Ernst Meyer, pittore danese (n. 1797)
- Gaetano Nave, compositore e organista italiano (n. 1787)
- Ivan Savvič Nikitin, poeta e scrittore russo (n. 1824)
- José María Obando, generale colombiano (n. 1795)
- Francesco Oliva, pittore italiano (n. 1807)
- Ludwig Riedel, botanico tedesco (n. 1790)
- Ambrogio Robiati, ingegnere, educatore e naturalista italiano
- Alessandro Rocci, militare e politico italiano (n. 1813)
- Giuseppe Spina, pittore italiano (n. 1790)
- Vera la Taciturna, santa russa
- William John Wills, esploratore britannico (n. 1834)
- Onofrio Zanotti, pittore e decoratore italiano (n. 1787)